# My Golden Life
My Golden Life (hangul: 황금빛 내 인생; rr: Hwanggeumbit Nae Insaeng) é uma série de televisão sul-coreana exibida pela emissora KBS2 de 2 de setembro de 2017 a 11 de março de 2018, com um total de 52 episódios. É estrelada por Park Si-hoo, Shin Hye-sun, Lee Tae-hwan e Seo Eun-soo.

## Sinopse
Seo Ji Ahn (Shin Hye-sun) é uma ex-garota rica, que foi forçada a começar a trabalhar para conseguir sustentar a família após a falência de seu pai. Ela é agora uma empregada contratual e vive sua vida com suas emoções restritas. O drama narra suas lutas para encontrar um novo significado e felicidade na vida.

### Enredo
25 anos atrás, o grupo Haesung perdeu sua neta Choi Eun-seok. A garota foi encontrada e criada por Seo Tae-soo como uma de suas filhas gêmeas, Seo Ji-ahn e Seo Ji-soo. Elas cresceram ricas mas seu pai faliu e elas tiveram que se adaptar a uma vida com dificuldades. Ji Ahn agora faria qualquer coisa por um emprego enquanto Ji Soo trabalha por meio período e tem uma paixão não correspondida por Sun Woo-hyuk. Ela não sabe que Woo-hyuk era apaixonado por Ji Ahn na época do colegial.
Choi Do-kyung é o neto mais velho do grupo Haesung. Ele é gentil e amável, mas solteiro, o que faz com que os funcionários espalhem rumores estranhos sobre ele. Ele conhece Ji Ahn em um acidente de carro e descobre a situação triste dela, mas o seu maior choque é quando a mãe dele revela que Ji Ahn é sua irmã perdida.

## Elenco

### Principal
- Park Si-hoo como Choi Do-kyung[2]

Uma terceira geração de chaebols, o único filho da filha mais velha do fundador do grupo Haesung. Ele não gosta de mostrar ou brincar como muitos de seus pares, mas leva seu trabalho a sério. E aos poucosde ele começa a gostar de Ji-An.
- Shin Hye-sun como Seo Ji-an[3][4]

Ela costumava ser uma menina apaixonada quando sua família ainda era rica. Mas depois que seu pai faliu, ela desistiu de seu sonho de prosseguir com a Arte e optar por participar de negócios importantes para ajudar os problemas financeiros da família. Diante de muitos desapontamentos e humilhações na vida, ela relutantemente decide entrar em uma família chaebol. Mas crises maiores a esperam.
- Lee Tae-hwan como Sunwoo Hyuk[5]

Amigo da escola secundária de Ji-an que tem uma paixão de longa data por ela. Um ex-valentão antes de se conhecerem. Eles perderam contato uns com os outros depois que Ji-a tornou-se pobre. Ele a encontrou novamente por coincidência na estrada anos depois. Um jovem empreendedor que dirige sua própria empresa de móveis.
- Seo Eun-soo como Seo Ji-soo[6]

Irmã gêmea de Ji-an; sob o cuidado e a ajuda de Ji-an, ela ainda consegue crescer confortavelmente e livre para fazer o que quiser, mesmo após a falência. Ela trabalha em uma padaria e está apaixonada por Hyuk.

### De apoio
Família de Seo Ji-An 
Seo Tae-Soo (Chun Ho-Jin), o pai dos gêmeas
Yang Mi-Jung (Kim Hye-Ok), a mãe dos gêmeas
Seo Ji-Tae (Lee Tae-Sung), o irmão mais velho dos gêmeas
Seo Ji-Ho (Shin Hyun-Soo), o irmão mais novo dos gêmeas 
Família de Choi Do-Kyung
Choi Jae-Sung (Jeon No-Min), o pai de Do-Kyung
Noh Myung-Hee (Na Young-Mee), mãe de Do-Kyung
Choi Seo-Hyun (Lee Da-In), a irmã mais nova de Do-Kyung

## Trilha sonora
| Título                                     | Artista                   |
| "Beautiful Girl"                           | Sosimboys (소심한 오빠들) |
| "나 그거하나봐 연애" (I Think I'm In Love) | ROO (루)                  |
| "어쩌면 내일은" (Maybe Tomorrow)           | Dream Girl (동경소녀)     |
| "바람이 불어와" (The Wind Blows)           | Park Sun Ye (박선예)      |